# フロックス (スタートレック)
フロックス(Phlox)は『スタートレック:エンタープライズ』に登場する架空の異星人。デノビュラ人男性で、エンタープライズ(NX-01)の主任医療士官（医療部長）。ジョン・ビリングズリー(JOHN BILLINGSLEY)が演じ、日本語版の吹き替えは茶風林が担当した。
当初はうまくいっていなかった息子との関係の気晴らしと、趣味の人間観察を理由に乗り込んだだけだったが、次第に船やクルーに愛着を持ち、結局最後まで任務に同行することとなる。

## 経歴
- ヒューマノイドに関する医学の他、異種族獣医学・歯科学・精神医学・植物薬理学など、多岐に渡り多数の学位を持っている。
- 医者になり立ての頃、母星軌道上で爆発した貨物船を訪れ、初めて多数の死体を目にした。
- バルカン人種族間医療交換計画によって地球に赴任。地球側からはルーカス医師が派遣される、ルーカス医師とはお互いに医師として情報交換をする医師仲間でも有り、友人でもある。
- 2151年、エンタープライズのジョナサン・アーチャー船長より依頼され、医療主任として着任する。
- 患者の意思を尊重するのが、デノビュラ医学倫理の基礎である。地球人の医師が誓う「ヒポクラテスの誓い」とは違う理念を持つ。

参考資料
- 第1話"Broken Bow"「夢への旅立ち（前編）」
- 第13話"Dear Doctor"「遥かなる友へ」
- 第47話"The Breach"「理由なき憎しみ」
- 第97話"Terra Prime"「テラ・プライム（後編）」

使用した医療器具及び薬
- ダーマリンジェル(dermoline gel) - 火傷の塗り薬。
- ハイポスプレー(hypospray) - 針を必要としない皮下注射器。
- 止血スキャン - 内出血を止める。
- アナプロヴァリン(anaprovaline) - 痛み止め。
- イメージチェンバー - 診察器具。

## プロフィール

### キャラクター
性格は極めて温厚で優しく、ユーモア感覚と愉快な気質があり、人に好かれ信頼される医師である。本来は争いを好まず臆病なところがあるが、倫理に合わないことは勇気を持って対応する。人間観察の為にまれに奇妙な行動も取るが、医師や親として倫理観が高い人格者である。
宗教にも詳しく多数の宗教を、地球では「ヒンドゥー教」「チベット仏教」「キリスト教」等を学んでいる。「チベット仏教」ではチベットで2週間滞在、ラマ教の高僧から教典の教えを受け、サンピエトロ大聖堂ではミサを経験している。その他、バルカン領事館ではタル・シャナールの見学を許されている。アゴソリではの大フレアを巡礼する異星人と共に行動した。
地球の中華料理が好きで、地球人の事を「かき玉スープのタマゴみたいだ」と評した。特にマダム・チャン(Madame Chang's)の店の「かき玉スープ」が好きである（第79話"Home"「ヒーローたちの帰還」）。
医療室では持ち込んだたくさんの治療用の動物が飼われており、治療にこれらの動物を多用する。治療効果は先進医療に引けを取らないものの、彼の趣味によるところが大きい。それぞれに餌をやることが彼の日課となっている。

### デノビュラ人とフロックス
デノビュラ人は時間の浪費だと考え食事中は話をしないが、フロックスは地球の習慣に合わせて対応している（第15話"Shadows of P'Jem"「恩讐を越えて」）。
デノビュラ人は基本的に毎日の睡眠は不要で、1年周期で約6日間の冬眠をするが（第13話"Dear Doctor"「遥かなる友へ」）、冬眠中に起こすと錯乱状態になる。「楽園での出来事」において、トラヴィス・メイウェザーが怪我をしたので無理やり起こすと、酷い錯乱状態になっていた。第25話"Two Days and Two Nights"「楽園での出来事」では睡眠薬を使い、48時間の冬眠を行っている。
デノビュラ人男性の多くは、親密ではない相手に触られる事を不快に感じるが、フロックスは文化的習慣を克服するように努力している。そこがバルカン人とデノビュラ人の違いである。デノビュラ人のフロックスと、バルカン人のトゥポルとの違いが理解できる会話がある。「ドクターもタイムトラベルを信じるんですか?」「好きなんです、意外性が。私は意外性を受け入れます」「私は論理を信じます」（第42話"Future Tense"「沈黙の漂流船」）。
地球の酒場で、マルコム・リードとメイウェザーと共に、楽しく酒を飲んでいたが、心無い地球人の男性に絡まれて困惑、驚きと恐怖から顔を大きくしてしまう。これはデノビュラ人独特の能力だが、防御する為の本能である。孤独が嫌いなフロックスだが、地球人と無意味な争いを嫌い、エンタープライズの医療室に戻ってしまう。この時のフロックスの性格が、ホシ・サトウとの会話で理解できる。
ホシ「もう地球へは行かない気? バーでケンカ売られたくらいで…」
フロックス「私がいることで誰かが、怪我することになったら」
ホシ「それじゃ偏見は無くならないわ？ 積極的に地球へ行って、平和を好む異星人もいるってことを皆にわからせなきゃ」
フロックス「誰も彼らを責められやしない。地球が襲われたのは事実だ。傷は簡単には癒せんよ。それに私にはウン、君らがいる」
自分の事よりも、他人の痛みが理解できる人物でもある（第79話"Home"「ヒーローたちの帰還」）。
クリンゴン人に拉致された事があるが、ウィルスに感染したクリンゴン人の命を守る為に、獰猛なクリンゴン帝国艦隊のクレル提督と渡りあっている。争いが嫌いだが、患者の為なら命も掛ける勇敢な医者でもある（第92話"Divergence"「優生クリンゴン」）。
チャールズ・タッカー三世とトゥポルの子供である、エリザベスを助ける事が出来なかった事がある。
フロックス「自分が悔しい」
アーチャー「わかってる」
フロックス「船長に誘われてこの船に来たときには、気晴らしのつもりだった。…家族のゴタゴタと距離をおくためです。デノビュラ人家族は複雑ですから。…なのにまた家族ができるとは。……我が子のように胸が痛む。」
フロックスは涙を流した。医者として、人としての倫理観がうかがえる（第97話"Terra Prime"「テラ・プライム（後編）」）。
家族や家の概念が無く、夫婦間の浮気等の概念も無い。多夫多妻制の社会であるため妻が3人、それぞれの妻にフロックス以外の夫が2人いる。第二の妻はフィーゼル。子供は5人、一番若い息子はメタス。

### 活躍エピソード
- 第13話"Dear Doctor"「遥かなる友へ」

滅び行く種族ヴァラキア人と出会い、共存するメンク人が数1000年後この星を支配する可能性があり、他の種族の進化に干渉する事は根本的原理に違反する行為として、ヴァラキア人の完璧な治療方法をアーチャーに対して拒絶している。医師としての論理を超越している行為としての判断だった。アーチャーと激しい口論にもなったが、フロックスの考えが正しい事をアーチャーも後で認めている。アーチャー「私は自分の気持ちに反することをやろうと決めた。いつか、人類もこうした原則に行き着くことだろう。この宇宙で何ができて何をしてはならないかを、見極めるための原則に、だが、そのような原則が形作られ、確立されるまでは、常に自らを戒めなければならない。決して神を演じてはならないと。」これは後に「艦隊の誓い」の規則に載る。その事によりフロックスも自らを反省し「私が、船長は正しい選択をすると信じなかったら『人間は正しい判断ができないから』といって、ディープスペース探検を阻止し続けた、バルカン人たちと…私も同類になっていたでしょう」と戒めている。
- 第47話"The Breach"「理由なき憎しみ」

アンタラと300年前に戦争をしているが、その事により、アンタラ人はデノビュラ人を悪魔と呼び憎んでいる。異星人輸送船が事故を起こし放射能を浴びた重症患者のアンタラ人が、エンタープライズに運び込まれた事があるが、アンタラ人はフロックスの手術を拒否する。フロックスもアンタラ人の言葉に従うが、アーチャーの説得により、フロックスはアンタラ人と話をする。フロックスの父としての思い、命の大切さに対しての思い、憎みあう事の空しさを語り、憎しみを乗越え和解し、アンタラ人の患者は手術を受け入れた。ちなみにアンタラ人が乗船していた異星人輸送船は、第39話 "Dawn"「熱き夜明け」で使用したアーコニアン軍用船の改造。
- 第68話"Doctor's Orders"「フロックス船長の孤独」

非常に寂しがりで1人だと精神的に変になり、幻覚を見る事もある。デノビュラ人の間では、幻覚はナーバスなエネルギーを解放する、無害で健康的な行為で良い方法だとされている（第58話"Exile"「孤独な亡命者」）。